# Malaysary Zhotasy
Malaysary Zhotasy är en bergskedja i Kazakstan.   Den ligger i oblystet Almaty, i den sydöstra delen av landet, 900 km sydost om huvudstaden Astana.